# Males influències
Males influències (títol original en anglès Bad Influence) és un thriller estatunidenc de Curtis Hanson estrenat el 1990 i doblat al català

## Argument
Michael Boll, jove analista d'informàtica, és ingenu i feble. Coneix Alex que li proposa ajudar-lo. Aviat es manifesta la influència nefasta d'aquest sobre el caràcter de Michael...

## Al voltant de la pel·lícula
- Bad Influence és el cinquè llargmetrage de Curtis Hanson, que posteriorment va dirigir també L.A. Confidential i de 8 Mile, aquesta última amb el polèmic raper Eminem.
- Aquesta pel·lícula havia de llançar la carrera cinematogràfica de Rob Lowe, però no va ser així.

## Repartiment
- Rob Lowe: Alex
- James Spader: Michael Boll
- Tony Maggio: Patterson
- Rosalyn Landor: Britt
- Marcia Cross: Ruth Fielding